# Le Jeu de saint Nicolas
Le Jeu de saint Nicolas est une pièce de théâtre écrite par Jean Bodel qui dépeint la conversion des Sarrasins au christianisme.

## Contexte historique
Le Jeu de saint Nicolas aurait été une commande faite par la confrérie de Saint-Nicolas d’Arras et écrite par Jean Bodel autour des années 1200, après la fin de la troisième croisade (1189-1192). Cette pièce est la première pièce non liturgique en français : elle est « à la fois une épopée dramatisée, une pièce réaliste et, dans l’histoire du théâtre, déjà un « miracle » édifiant ».
De surcroît, les premières traces d'un argot, dit d'un jargon des gueux, sont attestées dans cette pièce. « Jean Bodel d'Arras [...] met dans la bouche de trois truands des répliques indéchiffrables et qui semblent bien un langage conventionnel et secret. »

## Structure
La structure du Jeu de saint Nicolas est déterminée par l'entrée et la sortie des personnages, ainsi que par les changements de lieu, pour que les spectateurs du Moyen Âge puissent comprendre la pièce sur scène.
Il y a 3 lieux, indiqués par le dialogue des personnages :
1. le palais
2. la taverne
3. la prison du palais.

Le Jeu de saint Nicolas, ainsi que Courtois d'Arras, une génération plus tard, obéissent à deux schémas structurels en même temps : celui du récit circulaire et celui du récit linéaire. Le résultat est une forme entre les deux : la structure en « U », décrite par Northrop Frye. Cette théorie propose que la pièce retourne au même endroit qu’au début, mais avec un changement fondamental de la situation.

## Les trois lieux
Le Palais
On trouve le monde tel qu'il est, et celui qui doit être sauvé. Dans Le Jeu de saint Nicolas, le monde perdu est représenté par les Sarrasins (vers 1-572).
La Taverne
Au milieu de la pièce, le « point de non-retour » est atteint lorsque le crieur Connard annonce que le trésor n’est pas gardé.  C’est à ce moment que trois voleurs décident de le voler (vers 573-1184).
La prison du palais
À la prison du palais, le roi demande que le Prud’homme soit torturé et tué à cause du vol du trésor (vers 1184 -1273).
La Taverne
À la taverne, les doutes et les révélations sont portés par l’ordre donné par saint Nicolas aux voleurs de rapporter le trésor au palais. Par gratitude, le roi, qui a retrouvé son trésor (maintenant doublé), sauve la vie du Prud'homme (vers 1274-1378). Il se convertit grâce au miracle de la restitution de son trésor.
Le Palais
Finalement, on revient à l'état de stabilité où le monde est sauvé, grâce à la conversion des Sarrasins (vers 1378-1533).

## Interprétations
Une façon de lire Le Jeu de saint Nicolas est d’y voir une pièce de propagande qui encouragera les citoyens à participer à la quatrième croisade car « en 1200, au moment où Jean Bodel écrit Le Jeu de saint Nicolas, la mentalité qui anima trois croisades est morte ». L’Ange dit au public d’Arras qu’il doit imiter les croisés dans leur mort héroïque : 
C’est sur vous que tout le monde
doit prendre modèle en mourant ainsi,
car Dieu reçoit avec une grande douceur
ceux qui veulent venir avec lui.
Qui le servira de bon cœur
ne perdra jamais sa peine,
mais il sera couronné dans les cieux
de la couronne que vous avez (Bodel, lignes 475-481).
Au contraire, une autre lecture du Jeu de Bodel y reconnaît un appel pour une croisade non-violente. Le personnage qui finalement vaincra les païens et assurera la victoire de Dieu est le Prud’homme, incarnation de la foi naïve. L’Ange proclame :
Saint homme, sois joyeux, n’aie pas peur
tu convertiras le roi et délivreras ses barons
de leur folle religion, et ils seront fidèles à la foi
des chrétiens… (Bodel, lignes 550-556).

## Le théâtre de participation
Le Jeu se termine sur une prière commune, prononcée par acteurs et public ensemble : c’est donc dans la communion et la participation que se résout l’action, et c’est dans cette union entre scène et communauté civique, entre monde céleste et monde terrestre que peut être entendue la singularité de la pièce. À la fois représentative du théâtre arrageois du XIIe siècle et annonciatrice des mystères et miracles des siècles suivants pour sa dramaturgie, elle présente au monde nouveau des villes sa propre représentation idéalisée. Lorsqu’à la fin de la pièce tous chantent ensemble une prière à saint Nicolas Te Deum laudamus, le théâtre s’est fait liturgie civique.
« Au Moyen Âge le théâtre… est avant tout le domaine de l’image… [et] la vue est la sens fondamental… [Un] caractère du théâtre médiéval et donc d’être un spectacle. Mieux : un spectacle de la participation… Le théâtre au Moyen Âge met en jeu les hommes du Moyen Âge, leurs désirs, leurs peurs, leurs obsessions, leurs espoirs. Ainsi le Jeu de saint Nicolas interpelle directement les hommes d’Arras au seuil du XIIIe siècle et ces hommes ressentent profondément que leur vie se joue dans la pièce représentée pour eux, mais aussi avec eux… Ce public n’est donc pas passif… Le théâtre du Moyen Âge a donc eu une fonction sociale exceptionnelle… [et] le théâtre de Jean Bodel peut certes être considéré comme un miroir de la société ».